# Baeopogon clamans
El bulbul chillón (Baeopogon clamans) es una especie de ave paseriforme de la familia Pycnonotidae propia de África Central.

## Taxonomía
El bulbul chillón fue clasificado originalmente en el género Xenocichla (un sinónimo de Bleda), posteriormente fue trasladado a Baeopogon. 

## Distribución y hábitat
Se encuentra desde el sureste de Nigeria y el oeste de Camerún a la República Centrafricana y el extremo noroccidenal de Angola y el este y centro de la República Democrática del Congo. Su hábitat natural son los bosques húmedos tropicales.